# عتيقة سلطان
عتيقة سلطان هي إحدى بنات السلطان العثماني أحمد الثالث. وُلدت في 29 مارس 1712 في إسطنبول، وتوفيت في 2 أبريل 1738 في إسطنبول.